# Герб Спишского староства
Герб Спишского староства — символ Спишского староства Речи Посполитой. 
Описание: «на синем поле щита серебряный двойной патриарший крест на зелёном холме». Такой герб описывается Эразмом Камином в гербовнике «Liber insigniorum», изданном в 1575 году. Герб с двойным крестом является производным от герба Венгерского королевства, и символизировал Спишское староство, состоящее из 13 городов и Любовельского района.
В некоторых более поздних источниках герб Спишской земли изображает иначе: в серебряном поле три скалистых холма с реками, стекающими у их подножия, а над ними солнце и золотую луну. Этот герб должен был быть пожалован императрицыей Марией Терезией в 1774 году.
Однако до 1772 года на печатях тринадцати городов Спиша изображался польский орёл. В XVIII веке Любовньский и Подолинецкий округа использовали печать с изображением св. Архангела Михаила, поражающего дракона. С другой стороны, польские старосты Спиша использовали свой герб.

Герб Спишского староства
Герб Спиша, данный Марией Терезией